# Заслучне
За́случне — село в Україні, у Хмельницькому районі Хмельницької області. Адміністративний центр Заслучненської сільської громади. Населення становить 841.

## З історії села

Сільська цегельня, 1960-ті

Вперше в письмових джерелах Заслучне згадується у 1583 році під назвою Волиця.
З другої половини XVIII століття назва поселення змінюється на Волицю Понятовського. 
В першій половині XIX століття село знову змінює назву — на Волицю Йодко. Сучасна назва вживається починаючи від 1946 року
На території села є завод з виробництва цегли, на якому впродовж багатьох десятиліть працювало декілька поколінь мешканців села. Наподалік від села розташований Заслучнянський лісовий заказник.

## Уродженці
- Іщук Олексій Васильович (1990—2017) — сержант  8-го окремого полку спеціального призначення, загинув під час виконання бойового завдання в ході війни на сході України[2]. Ім'ям Олексія Іщука названо Заслучненський ліцей[3].
- Масловський Іван Оверкович (1915−2000) — радянський аграрій, Герой Соціалістичної Праці